# Eustracjusz (prawosławny patriarcha Antiochii)
Eustracjusz – chalcedoński patriarcha Antiochii w latach 939–960.